# Юр'єва Людмила Миколаївна
Юр'єва Людмила Миколаївна (нар. 2 липня 1953, Дніпро) — український психіатр, доктор медичних наук, професор, академік АН Вищої школи України та Української АН, завідувач кафедри психіатрії факультету післядипломної освіти Дніпропетровської державної медичної академії.

## Біографія
Народилася 02.07.1953 у м. Дніпропетровську у сім'ї психіатрів. Батько — Сударенко Микола Олександрович (15.04.1919 — 24.01.2007) — психіатр-нарколог, один із основоположників реабілітаційного спрямування в наркології, 57 років пропрацював лікарем психіатром та наркологом у Дніпропетровській обласній психоневрологічній лікарні. Мати — Цилюрик Галина Іванівна (15.08.1926-2016) — кандидат медичних наук, засновник дитячої психіатрії у Дніпропетровській області, упродовж 30 років була обласним дитячим психіатром. Протягом 59 років працювала дитячим психіатром у Дніпропетровській обласній психоневрологічній лікарні. Учениця професора Г. Є. Сухарєвої.
Людмила Миколаївна після закінчення Дніпропетровського медичного інституту упродовж 10 років працювала у Дніпропетровській обласній психоневрологічній лікарні (Ігренська психіатрична лікарня), де пройшла шлях від ординатора до заступника головного лікаря з медичної частини. Проходила навчання у заочній аспірантурі на кафедрі психіатрії Дніпропетровського медичного інституту з 1982 до 1986 року. З 1987 року по сьогодні працює у Дніпропетровській державній медичній академії. Упродовж цього періоду пройшла всі щаблі академічної кар'єри: з 1987 по 1992 рр. була асистентом, із 1992 по 1993 рр. — професором, з 1993 р. по теперішній час — завідувач кафедри психіатрії Факультету післядипломної освіти Дніпропетровської державної медичної академії.
Кандидатська дисертація Юр'євої Л. М. присвячена темі «Диференціальна діагностика психопатій та акцентуацій характеру в осіб призовного віку» (керівник — професор ДМІ В. П. Блохіна, Москва, 1987), докторська — «Примусове лікування хворих на шизофренію, які вчинили суспільно небезпечні дії» (консультанти: професор В. П. Котов та професор Мальцева М. М., Всесоюзний НДІ загальної та судової психіатрії ім. В. П. Сербського, Москва, 1992). Автор та співавтор 355 наукових праць, із них 12 монографій, підручника з психіатрії та наркології, 20 навчальних та методичних посібників, 2 клінічних посібників для лікарів. Монографії «Історія. Культура. Психічні та поведінкові розлади» (Київ, 2002) та «Професійне вигоряння медичних працівників: формування, профілактика, корекція» (Київ, 2004) удостоєні дипломів лауреата конкурсу ім. В. П. Протопопова, а монографія «Комп'ютерна залежність: формування, діагностика, корекція та профілактика» (Дніпропетровськ, 2006) — почесними дипломами Міністерства освіти і науки України та Академією педагогічних наук України. Головна спрямованість сучасних досліджень професора Юр'євої Л. М. — соціальна психіатрія, суїцидологія та вивчення психічних та поведінкових розладів в історико-культуральному дискурсі.
Вона є експертом ВАК України, експертом робочої групи Міністерства охорони здоров'я України з питань створення концепції Державної цільової комплексної програми розвитку охорони психічного здоров'я в Україні, а також входить до складу експертної групи зі створення Національного реєстру основних лікарських препаратів та виробів медичного призначення. Є президентом Всеукраїнської громадської організації «Український інститут психічного здоров'я», одним із засновників міжнародної асоціації дослідників синдрому вигоряння серед фахівців комунікативних професій, членом редакційних рад міжнародних та вітчизняних наукових спеціалізованих журналів. Із 2004 р. була головним позаштатним психіатром Дніпропетровської області, координатором по Україні міжнародного проекту в галузі психіатрії (ANAP) (Attitudes and Needs Assessment in Psychiatry Project), який здійснювався у країнах СНД, Балтії та Східної Європи.
Під керівництвом професора Юр'євої Л. М. захищено 10 кандидатських дисертацій та виконується 2 докторських. Юр'єва Л. М. брала участь у розробці національної концепції розвитку охорони психічного здоров'я в Україні та у розробці «Завдань та шляхів реорганізації психіатричної допомоги в сучасних умовах». Під її керівництвом проводились наукові роботи в рамках національної програми боротьби із залежністю від психоактивних речовин (гранти Кабінету Міністрів України та МОЗ України) та створено нову концепцію реабілітації пацієнтів, залежних від психоактивних речовин.
Професор Юр'єва була делегатом і представляла Українську психіатрію з доповідями на X, XI та XIII Всесвітніх конгресах психіатрів, на VII—X Конгресах Європейської асоціації психіатрів та численних конгресах та з'їздах у Росії, США, країнах ЄС та Європейського регіону, Китаю та інших.
За великий внесок у розвиток психіатрії та психофармакології нагороджена премією Є. А. Шевальова (2004 рік), Ярослава Мудрого (2010), дипломами Національної академії медичних наук України (2010) та Академії наук Вищої школи України (2010). Внесено до міжнародного біографічного довідника «Who is Who in Science and Engineering» (із 2002 року)